# Bömerich
Bömerich ist ein Ortsteil in Oberodenthal in der Gemeinde Odenthal im Rheinisch-Bergischen Kreis. Er liegt auf dem sogenannten Baumberg etwa 300 Meter östlich von Hüttchen.

## Geschichte
Der Eigenname Bömerich weist darauf hin, dass der Ort seinen Ursprung in einem ehemaligen Waldgebiet auf einem Bergrücken hat.
Ende des 16. Jahrhunderts gehörte Bömerich zur Honschaft Breidbach im Kirchspiel Odenthal im Amt Porz im Herzogtum Berg. Es gehörte zum Hofgericht zu Dünn. Die Topographia Ducatus Montani des Erich Philipp Ploennies, Blatt Amt Miselohe, belegt, dass der Wohnplatz 1715 als Dorf ohne Kirche kategorisiert wurde und mit Bömerig bezeichnet wurde. Carl Friedrich von Wiebeking benennt die Hofschaft auf seiner Charte des Herzogthums Berg 1789 als Bömerich. Aus ihr geht hervor, dass Bömerich zu dieser Zeit Teil von  in der Herrschaft Odenthal war.
Unter der französischen Verwaltung zwischen 1806 und 1813 wurde die Herrschaft aufgelöst und Bömerich wurde politisch der Mairie Odenthal im Kanton Bensberg zugeordnet. 1816 wandelten die Preußen die Mairie zur Bürgermeisterei Odenthal im Kreis Mülheim am Rhein.
Der Ort ist auf der Topographischen Aufnahme der Rheinlande von 1824 als Bömerich und auf der Preußischen Uraufnahme von 1840 als Bühmrich verzeichnet. Ab der Preußischen Neuaufnahme von 1892 ist er auf Messtischblättern regelmäßig als Bömerich verzeichnet.
| Jahr | Einwohner | Wohn- gebäude | Kategorie                  | Bemerkung      |
| ---- | --------- | ------------- | -------------------------- | -------------- |
| 1822 | 26        |               | Ackergüter                 |                |
| 1830 | 39        |               | Ackergut                   | gen. Boemerich |
| 1845 | 78        | 11            | Fruchtmühle und Ackergüter |                |
| 1871 | 47        | 9             | Hofstelle                  |                |
| 1885 | 30        | 9             | Wohnplatz                  |                |
| 1895 | 23        | 7             | Wohnplatz                  |                |
| 1905 | 17        | 6             | Wohnplatz                  |                |

## Bömericher Mühle

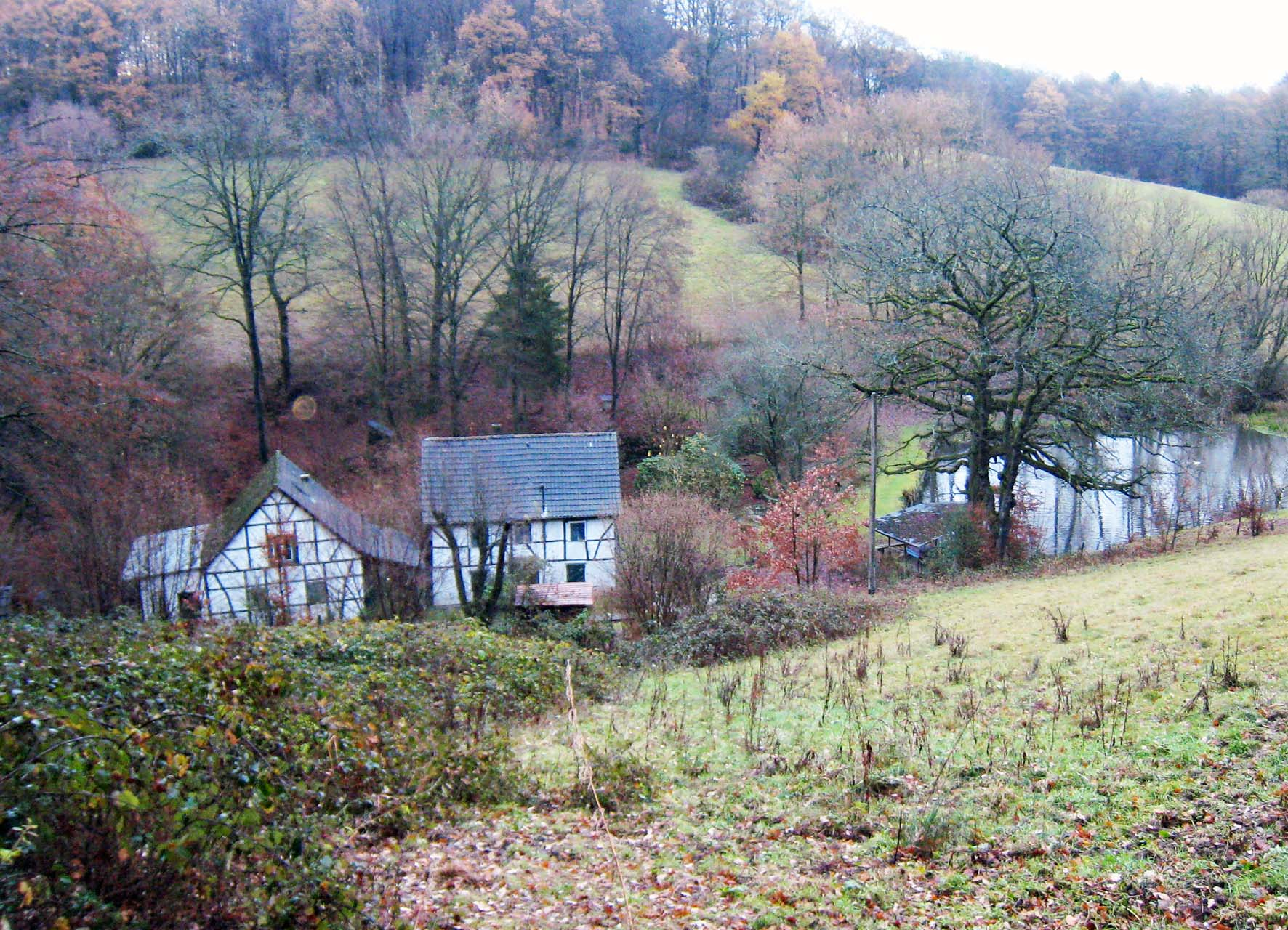
Alte Mühlengebäude mit Mühlenteich 2018

Die Bömericher Mühle war eine oberschlächtige Getreidemühle. Sie liegt nordöstlich von Bömerich im Tal des Bömericher Bachs.
Die Mühle ist bereits ab der Topographischen Aufnahme der Rheinlande von 1824 als Mühle auf Karten eingetragen. Schon zu Zeiten der Rheinprovinz war sie als eigenständiger Wohnplatz vermerkt. Heute dienen die beiden alten Mühlengebäude nur noch zu Wohnzwecken.
| Jahr | Einwohner | Wohn- gebäude | Kategorie |
| ---- | --------- | ------------- | --------- |
| 1895 | 5         | 1             | Wohnplatz |
| 1905 | 3         | 1             | Wohnplatz |